# لعتامنة (لقواسم لكواملة)
لعتامنة هو دُوَّار يقع بجماعة زاوية لقواسم، إقليم الجديدة، جهة الدار البيضاء سطات في المملكة المغربية. ينتمي الدوّار لمشيخة لقواسم لكواملة التي تضم 16 دوار. يقدر عدد سكانه بـ 564 نسمة حسب الإحصاء الرسمي للسكان والسكنى لسنة 2004.

## روابط خارجية
- البوابة الوطنية للجماعات الترابية نسخة محفوظة 12 مارس 2018 على موقع واي باك مشين.
- المندوبية السامية للتخطيط